# The Aristocrats (banda)
The Aristrocrats  é um supergrupo formado em 2011. O grupo é formado pelo guitarrista Guthrie Govan, o baixista Bryan Beller e pelo baterista Marco Minnemann. O grupo explora principalmente os  gêneros rock instrumental, rock neoprogressivo e jazz fusion.

## Discografia
Álbuns de estúdio
- The Aristocrats (2011)
- Culture Clash (2013)
- Tres Caballeros (2015)
- You Know What...? (2019)

Álbuns ao vivo
- Boing, We'll Do It Live! (2012)
- Culture Clash Live! (2015)
- Secret Show: Live in Osaka (2015)

## Membros
- Guthrie Govan – Guitarra
- Bryan Beller – Baixo
- Marco Minnemann - Bateria